# Backpacking

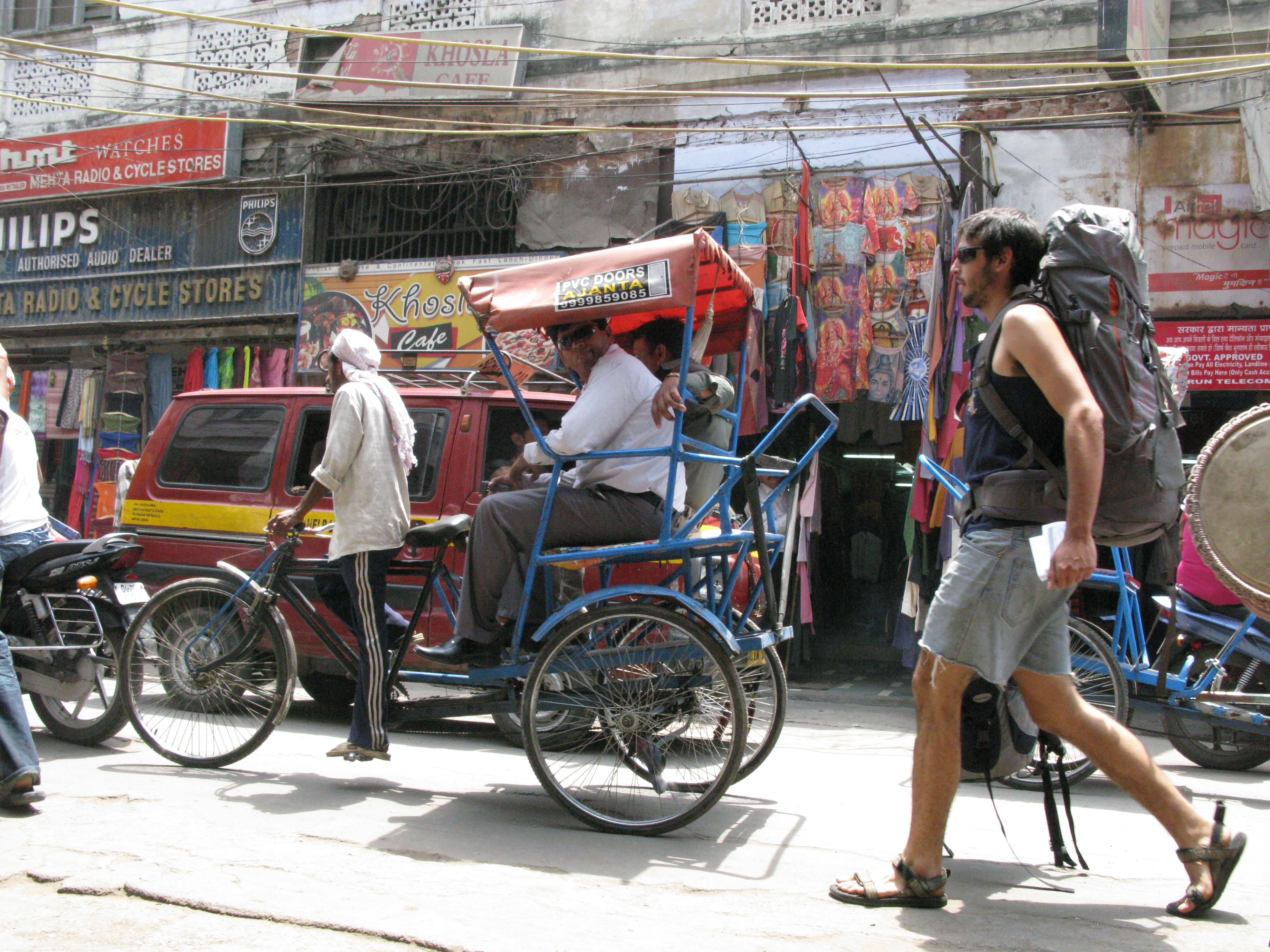
Un backpacker a Nuova Delhi, in India, che cammina evitando di servirsi dei risciò

Backpacking (lett. "viaggiare con lo zaino") è un termine inglese, utilizzato anche in italiano, che indica un modo di viaggiare economico. Deriva dall'inglese backpack, che significa "zaino".
Un termine italiano analogo a backpacker è saccopelista, che veniva usato nella seconda metà del XX secolo per riferirsi ai turisti o viaggiatori che dormivano nel proprio sacco a pelo, spesso all'aperto.

## Caratteristiche
Il backpacker in genere si sposta per periodi medio-lunghi con un budget limitato, spendendo oculatamente nell'economia locale per vitto, trasporti e alloggi, tanto che la spesa complessiva dei turisti zaino in spalla negli esercizi locali risulta superiore ai loro omologhi all inclusive. Viaggia quindi preferibilmente con mezzi pubblici e voli aerei low cost e dorme in strutture locali come ad esempio ostelli, disdegnando le strutture organizzate straniere. Un'altra sua caratteristica è l'indipendenza nell'organizzarsi autonomamente, non affidandosi per esempio ad agenzie che offrono pacchetti di viaggi, guide turistiche e viaggi di gruppo. Per aiutarsi, il backpacker si procura spesso guide di viaggio, libri che descrivono varie tipologie di alloggi, trasporti e ristoranti, dai più economici ai più costosi.
Tra i backpacker che viaggiano per un periodo lungo vi sono quelli che hanno terminato gli studi e si dedicano a questo tipo di viaggio economico prima di entrare definitivamente nel mondo del lavoro.
Gli scopi del backpacking sono vari:
- l'esperienza del viaggio;
- la conoscenza del mondo per eperienza diretta;
- il conoscere persone del luogo;
- l'imparare le lingue in loco;
- il vivere secondo i propri ritmi.

In Italia il fenomeno è meno sviluppato rispetto all'Europa settentrionale, ma in forte aumento.